# Faustyna (imię)
Faustyna – imię żeńskie pochodzenia łacińskiego; żeńska forma imienia Faustyn. Najbardziej znaną imienniczką i patronką tego imienia jest św. Faustyna Kowalska. Łacińska grupa, od której imię to pochodzi (faustus — "błogi, pomyślny", ale także faveo, favi, fautum — "sprzyjać, być przychylnym") nie ma pochodzenia indoeuropejskiego oraz pewnych odpowiedników w żadnym języku indoeuropejskim.
Faustyna imieniny obchodzi 15 lutego, 5 października.

## Znane osoby

### Święte
- Faustyna z Como – włoska siostra zakonna, święta Kościoła katolickiego
- Faustyna Kowalska – polska siostra zakonna, święta Kościoła katolickiego

### Inne
- Faustyna Starsza – żona cesarza rzymskiego Antoninusa Piusa
- Faustyna Młodsza – córka cesarza rzymskiego Antoninusa Piusa
- Faustina Bordoni – włoska mezzosopranistka
- Faustyna Morzycka – działaczka socjalistyczna